# 在延安文艺座谈会上的讲话

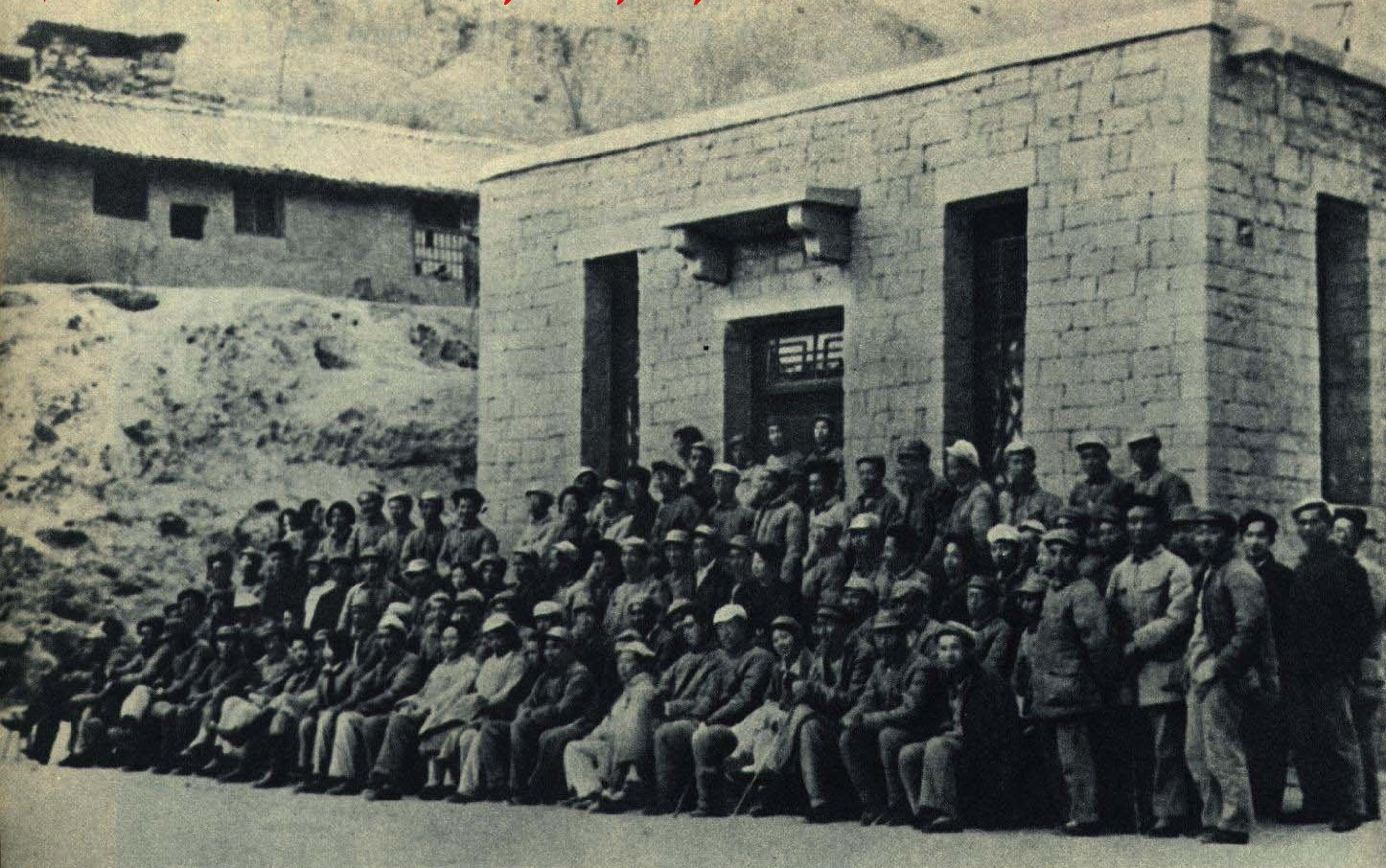
1942年毛泽东参加延安文艺座谈会合影

《在延安文艺座谈会上的讲话》是时任中共中央主席毛泽东在1942年5月发表的讲话，后由《解放日报》刊载。

## 歷史
1942年5月2日至5月23日，中国共产党中央委员会宣传部在陕西省延安市楊家嶺舉行“延安文艺工作者座谈会”，毛泽东在此发表了该讲话。当时正在进行延安整风运动，毛泽东提倡文艺介入政治，为工农兵服务，创作给这些人看，学习马克思列宁主义、学习社会主义。后来中国共产党的“群众文化”、“革命文化”政策在这篇讲话中已见雏形。

## 影響
2014年10月15日，习近平在北京主持召開文藝工作座談會並作講話，當中引用了毛澤東在延安文藝座談會上的話語：「為什麼人的問題，是一個根本的問題，原則的問題。」